# Serjical Strike Records
Serjical Strike Records é uma gravadora americana fundada por Serj Tankian, vocalista do System of a Down, de posse da Universal Music Group. Serjical Strike foi fundada em Abril de 2001 por Serj Tankian (cantor do System of a Down),  e rejeitou as restrições de gravadoras de grande porte para criar um rótulo de "único e imaginativo", que fornece um amplo espectro de talento musical. Nos cinco anos anteriores, Serj e sua equipe assinaram várias bandas de diferentes estilos; Bad Acid Trip, Kittens for Christian, Slow Motion Reign e Fair to Midland, e ao mesmo tempo, passaram a ter uma boa relação com a Columbia Records. Serj também colaborou com Arto Tuncboyaciyan em um álbum chamado Serart . O Álbum ao vivo Axis of Justice: Concert Series Volume 1 e o álbum de Buckethead & Friends, Enter the Chicken foram lançados pelo selo Serjical Strike. O álbum de estreia de Tankian Elect the Dead também foi da Serjical Strike Records em parceria com a Reprise Records. Em agosto de 2007, a  Serjical Strike criou sua própria Conta no Youtube.

## Artistas

### Artistas atuais
- AcHoZeN
- Arto Tunçboyacıyan
- Axis of Justice
- Bad Acid Trip
- Buckethead
- The Cause
- Daron Malakian
- The F.C.C.
- John Dolmayan
- Khatchadour Tankian
- Kittens for Christian
- Scars on Broadway
- Serart
- Serj Tankian (solo music)
- Shavo Odadjian
- Slow Motion Reign
- System of a Down
- Tom Morello
- Viza

### Antigos artistas
- The Apex Theory
- Armenian Navy Band
- Death by Stereo
- Fair to Midland
- George Clinton and His Gangsters of Love
- Mt. Helium
- Andy Khachaturian